# 小笹知美
小笹 知美（こざさ ともみ、1991年11月21日 - ）は、日本の女子ラグビーユニオン選手。

## プロフィール
- 鳥取県出身[1]。
- ポジションはウィング(WTB)。
- 身長 172cm、体重 69kg
- ラグビーワールドカップセブンズ2018の7人制女子日本代表に選ばれた[2]。

## 略歴
高校からサッカーを始めて、大学4年生からラグビーを始めた。